# Tom Brown's School Days
Tom Brown's School Days (talvolta riportato anche come Tom Brown's Schooldays, Tom Brown at Rugby e School Days at Rugby, raramente tradotto in italiano come Gli anni di scuola di Tom Brown) è un romanzo di Thomas Hughes del 1857.
La storia è ambientata negli anni '30 del XIX secolo alla Rugby School, celebre public school di Rugby, che Hughes ebbe modo di frequentare dal 1834 al 1842. Pubblicato originariamente riportando come autore "un vecchio ragazzo di Rugby", l'opera si basa in gran parte sulle esperienze giovanili dello scrittore: lo stesso protagonista, Tom Brown, è ispirato al fratello dell'autore, George Hughes, mentre George Arthur, un altro dei personaggi principali, è basato su Arthur Penrhyn Stanley; Thomas Arnold, invece, rettore della Rugby School dal 1828 al 1841, è presente anche nel libro.
Tom Brown's School Days è stato uno spunto per diversi adattamenti cinematografici e televisivi e ha anche influenzato il genere dei romanzi scolastici britannici, nato agli inizi del XIX secolo. Un seguito, Tom Brown a Oxford, venne pubblicato nel 1861.

## Trama

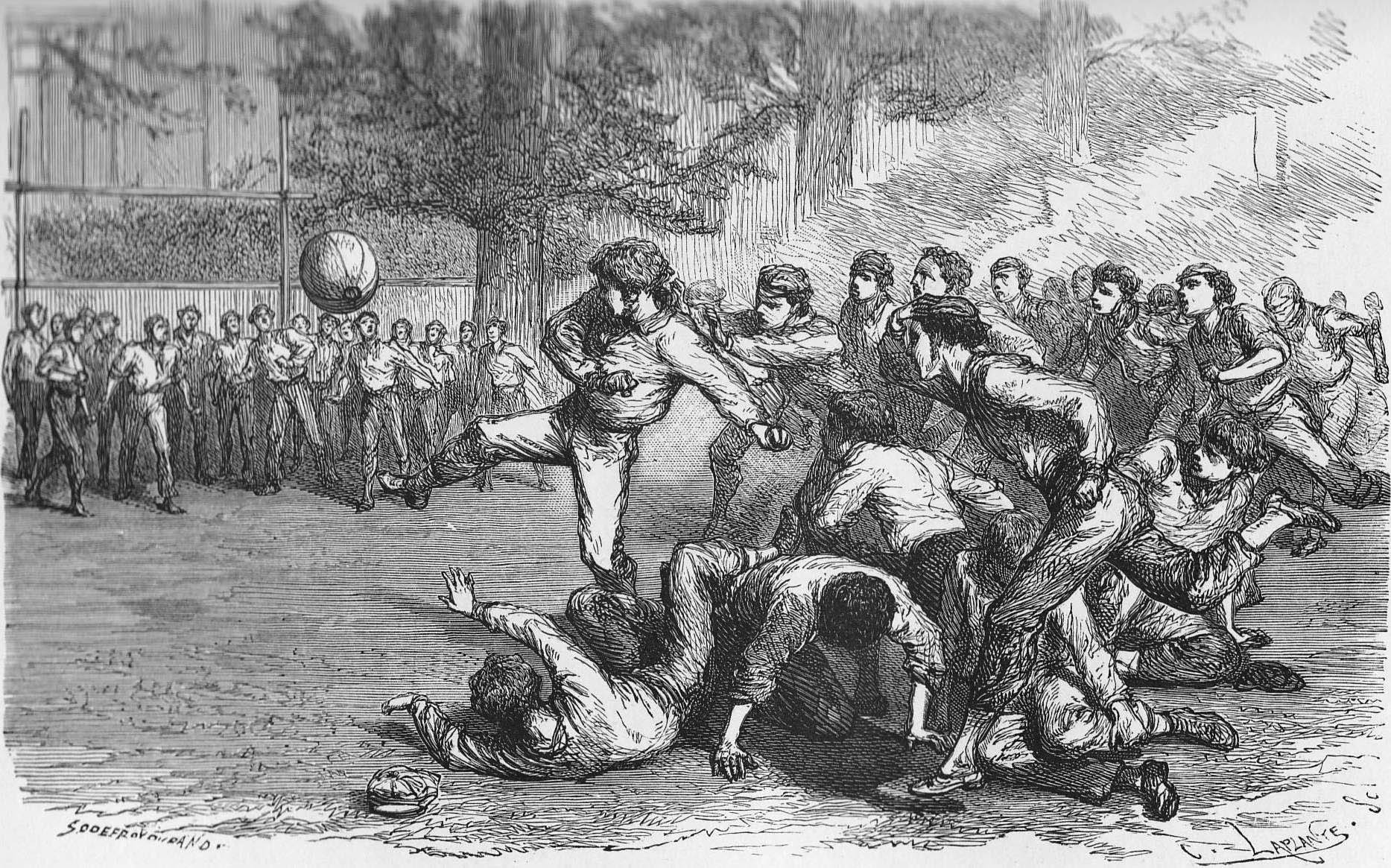
Illustrazione di Godefroy Durand di un incontro di calcio per l'edizione francese del 1875 del romanzo.

Tom Brown è un ragazzo energico, testardo, generoso e atletico, non molto studioso, che segue i suoi istinti e i suoi sentimenti e rispetta le regole non scritte dei ragazzi della Rugby School. Cresciuto nella Vale of White Horse, Tom si diletta vagando per le valli con il suo pony. Il suo primo anno scolastico si tiene in una scuola locale, mentre inizia il secondo in un istituto privato, ma, a causa di un'epidemia di febbre nella zona, tutti i ragazzi della scuola vengono mandati a casa e Tom viene trasferito a metà corso alla Rugby School.
Al suo arrivo, l'undicenne Tom Brown viene accudito da un compagno di classe più esperto, Harry "Scud" East. La nemesi di Tom al Rugby è il bullo Flashman, che progressivamente aumenta l'intensità delle prepotenze nei suoi confronti; dopo essersi rifiutato di consegnare un biglietto relativo ad una scommessa sul favorito in una corsa di cavalli, Tom viene deliberatamente ustionato dopo che è stato lanciato contro un fuoco. Tom e East, grazie anche all'aiuto di Diggs, un ragazzo gentile e simpatico più grande di loro, riescono a battere Flashman; nel loro trionfo diventano indisciplinati, praticando anche una fustigazione piuttosto violenta.
Successivamente, il dottor Thomas Arnold, storico preside della scuola dell'epoca, stabilisce che Tom si occupi di nuovo arrivato, George Arthur, un ragazzo fragile, calmo, accademicamente brillante, goffo e sensibile. Brown combatte per proteggere Arthur, che in seguito sarà colpito di una violenta febbre; i due comunque si aiutano a vicenda, diventando dei bravi ragazzi che recitano le loro preghiere notturne, non imbrogliano sui compiti e si dedicano allo sport, in particolare al cricket.
Dopo essere tornato a casa per la fine della scuola, Tom viene a sapere della morte di Arnold, decidendo così di fare ritorno a Rugby, andando poi a visitare la sua cappella funebre.

## Personaggi
- Tom Brown - un ragazzo da poco arrivato alla Rugby School
- Harry "Scud" East - un ragazzo più grande che si prende cura di Tom
- Thomas Arnold - preside della Rugby School dal 1828 al 1841
- Flashman - un bullo che prende di mira e tormenta Tom
- Diggs - uno studente più anziano scherzoso che aiuta Tom
- George Arthur - un fragile studente appena arrivato che Tom guida come East aveva fatto con lui